# Salvan
Salvan is een gemeente en plaats in het Zwitserse kanton Wallis, en maakt deel uit van het district Saint-Maurice.
Salvan telt 1.267 inwoners.

## Geschiedenis
Tot 1913 maakte de nu zelfstandige gemeente Vernayaz ook deel uit van Salvan.
Op 5 oktober 1994 vond hier een omvangrijke tragedie plaats waarbij in drie uitgebrande chalets 25 lichamen werden aangetroffen en even daarvoor in Cheiry (FR) op een door brand verwoeste boerderij ook al 23 lichamen werden aangetroffen, Deze slachtoffers sekteleden van de Orde van de Zonnetempel waarvan er in Zwitserland 48 doden waren te betreuren en één dag voor het drama in Zwitserland op
4 oktober 1994 ontdekte de politie van Quebec op Morin Heights (Canada) twee lichamen in brandende villa's met terrassen. Een paar dagen eerder waren een paar, ook een volgeling van de OVZ, en hun baby in dezelfde straat vermoord,
Al deze locaties waren eigendom van en hielden verband met de Orde van de Zonnetempel. Er was een klein clubje fanatiekelingen onder de sekteleden die zelfmoord pleegden maar de meeste leden zijn vermoord blijkt uit een uitgebreid politie onderzoek.
bronnen: notrehistoire.ch, volkskrant, rts-info,